# Senecio caloneotes
Senecio caloneotes là một loài thực vật có hoa trong họ Cúc. Loài này được Hilliard miêu tả khoa học đầu tiên năm 1975.